# Carrera (wielerploeg)
Carrera was een Italiaanse wielerploeg in de jaren 80 en jaren 90. Het was de opvolger van de Inoxpran-wielerploeg, die tot en met 1986 cosponsor was. Hoofdsponsor Carrera is een Italiaanse denimfabrikant.
In 1993 stopte Davide Boifava als manager van de ploeg en nam Giuseppe Martinelli Carrera over. Toen Carrera in 1996 stopte als sponsor, stapte Martinelli met een groot deel van de ploeg over naar Mercatone Uno.
Vanaf 1987 werd Carrera als eerste naam vervangen door Carrera Jeans.

## Renners
Enkele bekende renners van Carrera waren:
- Djamolidin Abdoesjaparov (1991-1992)
- Guido Bontempi (1984-1993)
- Claudio Chiappucci (1985-1996)
- Giovanni Fidanza (1996)
- Massimo Ghirotto (1985-1992)
- Christian Henn (1989-1991)
- Bruno Leali (1984-1988)
- Peter Luttenberger (1994-1996)
- Erich Mächler (1985-1991)
- Marco Pantani (1992-1996)
- Vladimir Poelnikov (1991-1994)
- Stephen Roche (1986-1987, 1992-1993)
- Acácio da Silva Mora (1989-1990)
- Filippo Simeoni (1994-1996)
- Rolf Sørensen (1993)
- Andrea Tafi (1992-1993)
- Johan van der Velde (1989)
- Roberto Visentini (1984-1988)
- Enrico Zaina (1989-1991, 1995-1996)
- Beat Zberg (1993-1996)
- Markus Zberg (1996)

## Belangrijkste overwinningen
1984
- Gent-Wevelgem (Bontempi)
- Proloog en 6e etappe Tirreno-Adriatico (Bontempi en Visentini)
- 13e en 18e etappe Ronde van Italië (Visentini en Leali)
- 2e etappe Ronde van Trentino (Visentini)

1985:
- Ronde van Lazio (Bontempi)

1986
- Coppa Placci (Bontempi)
- Gent-Wevelgem (Bontempi)
- Parijs-Brussel (Bontempi)
- 10e etappe Ronde van Zwitserland (Ghirotto)
- 5e etappe Dauphiné Libéré (Mächler)
- 6e etappe Parijs-Nice (Jørgen Vagn Pedersen)
- Eindklassement en 6e etappe Ronde van Italië (Visentini)

1987
- Coppa Placci (Bontempi)
- Italiaans Kampioenschap op de weg (Leali)
- Proloog en 4e etappe Dauphiné Libéré (Mächler)
- Milaan-San Remo (Mächler)
- 7e etappe deel b Parijs-Nice (Roche)
- Eindklassement en 5e etappe deel A en B Ronde van Romandië (Roche)
- Eindklassement en 4e etappe Ronde van Valencia (Roche)
- Proloog en 13e etappe Ronde van Italië (Visentini)
- Eindklassement en 1e etappe deel B en 22e etappe Ronde van Italië (Roche)
- Eindklassement en 10e etappe Ronde van Frankrijk (Roche)
- Wereldkampioenschap op de weg (Roche)

1988
- E3 Prijs Vlaanderen (Bontempi)
- Eindklassement en 3e en 6e (deel B) etappe Tirreno-Adriatico (Mächler)
- Eindklassement, proloog en 4e etappe deel B Ronde van Valencia (Mächler)
- Eindklassement en 1e etappe Ronde van Trentino (Urs Zimmermann)
- 4e etappe deel B Ronde van Romandië (Zimmerman)

1989
- Eindklassement en 1e etappe Ruta del Sol (Fabio Bordonali)
- Coppa Placci (Chiappucci)
- Ronde van Piëmont (Chiappucci)
- 2e etappe Ronde van Italië (Da Silva)
- 1e etappe Tour de France (Da Silva)
- 4e etappe Tirreno-Adriatico (Mächler)

1990
- 1e (deel A) en 2e etappe Ronde van Valencia (Bontempi)
- 7e etappe Parijs-Nice (Chiappucci)
- GP Pino Cerami (Sciandri)

1991
- 15e etappe Ronde van Spanje (Bontempi)
- Milaan-San Remo (Chiappucci)
- Eindklassement Ronde van het Baskenland (Chiappucci)
- Bergklassement Tour de France (Chiappucci)
- 1e etappe deel A Driedaagse van De Panne (Sciandri)

1992
- Puntenklassement en 2e, 4e, 11e en 21e etappe Ronde van Spanje (Abdoesjaparov)
- 5e etappe (deel A) en 6e etappe Ronde van Valencia (Abdoesjaparov)
- Ronde van de Apennijnen (Chiappucci)
- 4e etappe Ronde van het Baskenland (Poelnikov)

1993
- 3e etappe Ronde van Valencia (Bontempi)
- Classica San Sebastian (Chiappucci)
- Bergklassement Tour de France (Chiappucci)
- 3e etappe deel A Driedaagse van De Panne (Sorensen)
- Luik-Bastenaken-Luik (Sorensen)
- Milaan-Turijn (Sorensen)
- Rund um den Henninger-Turm (Sorensen)
- 7e etappe Tirreno-Adriatico (Sorensen)
- Proloog en 1e en 4e (deel B) etappe Ronde van Romandië (Sorensen)
- 9e etappe Ronde van Zwitserland (Sorensen)
- Ronde van Piëmont (Beat Zberg)

1994
- Eindklassement en 4e etappe Catalaanse Week (Chiappucci)
- Ronde van Piëmont (Nicola Miceli)
- 14e en 15e etappe Ronde van Italië (Pantani)
- Jongerenklassement Tour de France (Pantani)

1995
- Ronde van Piëmont (Chiappucci)
- Jongerenklassement en 10e en 14e etappe Tour de France (Pantani)
- 9e etappe Ronde van Zwitserland (Pantani)
- 1 etappe Ronde van Italië (Zaina)
- 1e etappe Ronde van Romandië (Beat Zberg)
- Eindklassement en 6e etappe Ronde van Asturië (Beat Zberg)

1996
- Eindklassement en 6e etappe Ronde van Zwitserland (Luttenberger)
- 2 etappes Ronde van Italië (Zaina)
- Rund um den Henninger Turm (Beat Zberg)